# Гуржон (коммуна)
Гуржо́н (фр. Gourgeon) — коммуна во Франции, находится в регионе Франш-Конте. Департамент — Верхняя Сона. Входит в состав кантона Комбофонтен. Округ коммуны — Везуль.
Код INSEE коммуны — 70272.

## География
Коммуна расположена приблизительно в 290 км к юго-востоку от Парижа, в 55 км севернее Безансона, в 26 км к северо-западу от Везуля.

## Население
Население коммуны на 2010 год составляло 253 человека.
| 1962 | 1968 | 1975 | 1982 | 1990 | 1999 | 2010 |
| ---- | ---- | ---- | ---- | ---- | ---- | ---- |
| 229  | 233  | 175  | 159  | 163  | 182  | 253  |

## Экономика
В 2010 году среди 139 человек трудоспособного возраста (15—64 лет) 108 были экономически активными, 31 — неактивными (показатель активности — 77,7 %, в 1999 году было 69,9 %). Из 108 активных жителей работали 95 человек (56 мужчин и 39 женщин), безработных было 13 (5 мужчин и 8 женщин). Среди 31 неактивных 12 человек были учениками или студентами, 9 — пенсионерами, 10 были неактивными по другим причинам.